# Henrik Sandblad
Den här sidan handlar och journalisten och lärdomshistorikern Henrik Sandblad. För hans farfars farbror som var skogsman, se Henrik Sandblad (skogsman).
Henrik Sandblad, född den 22 oktober 1912 i Göteborgs Kristine församling, död den 6 juli 1991 i Härlanda församling, Göteborg, var en svensk idéhistoriker och journalist, professor i idé- och lärdomshistoria vid Göteborgs universitet 1 juli 1966 till 30 juni 1979. Han var far till Håkan Sandblad.

## Liv och verk
Henrik Sandblad växte upp i Göteborg, blev student vid Göteborgs högre latinläroverk 1930, inskrevs vid Uppsala universitet och Göteborgs nation 1931. Han blev filosofie kandidat 1934, filosofie licentiat 1939, och disputerade 1942, som den förste, för doktorsgraden i idé- och lärdomshistoria på en avhandling om eskatologiska föreställningar i Sverige under 1500-talet. Som student var han aktiv i Verdandi, Göteborgs nation (förste kurator 1937–1938) och Juvenalorden. Han var docent i idé- och lärdomshistoria i Uppsala 1942–1947, och publicerade under denna tid grundliga studier om det svenska mottagandet av Copernicus' och Galileis moderna världsbild.
År 1947 lämnade Sandblad universitetet och tog anställning på Göteborgs Handels- och Sjöfartstidning (GHT), där han skrev ledare, dagskommentarer och kulturartiklar, från 1949 med ansvar för dess inflytelserika tredje sida ("kultursidan"). På 1950-talet publicerade han uppmärksammade artikelserier om ungdomsfängelser och, på basis av arkivstudier i Tyskland, om förhållandet mellan Sverige och Tyskland under andra världskriget. Åren kring 1960 var han tidningens radiokrönikör. Sandblad förblev anställd på GHT till 1966.
År 1955 blev Sandblad docent i idé- och lärdomshistoria vid Göteborgs universitet. Den deltidsundervisning han där gav växte till heltid, och 1966 tillträdde han den första professuren i ämnet vid universitetet. Sandblads seminarier kännetecknades av tolerans: "När sextiotalets vänstervindar nådde seminariet var det ingen som stängde fönstren. Tvärtom. Vindarna fick härja fritt och ingen sörjde över att uppfattningar rördes om, ibland ganska ordentligt. Sandblad var mest road". Han kvarstod som professor till pensioneringen 1979.
Sandblad hade ett starkt idrottsintresse, vilket ledde till en idéhistorisk studie över den moderna idrottsrörelsens framväxt. I mitten av 1960-talet började han använda de rika handskriftsamlingarna i Skara Stifts- och landsbibliotek för sin forskning, vilket resulterade i studier över Peter Hernqvist, Olof Andersson Knös, Clas Bjerkander, Daniel Erik Næzén och andra västgötska 1700-talsintellektuella.
År 1990 utkom hans självbiografi, Göteborg - Uppsala och retur, och han avled året därpå.
Han gifte sig 1942 med kanslisten Ebba Hultgren (1913–1984), syster till ärkebiskop Gunnar Hultgren. Henrik Sandblad är gravsatt i minneslunden på Kvibergs kyrkogård i Göteborg.

### Biografiskt
- Henrik Sandblad, Göteborg - Uppsala och retur. Fakta och hågkomster, Göteborg 1990. ISBN 91-7346-222-5
- Inger Eriksson & Eva-Maria Flöög, Henrik. Sandblads tryckta skrifter 1925–1979, Göteborg 1979. ISBN 91-7346-070-2
- Ronny Ambjörnsson, "Henrik Sandblad in memoriam", Lychnos 1991, s. 223–228.

### Skrifter (ett urval)
- Henrik Sandblad, De eskatologiska föreställningarna i Sverige under reformation och motreformation, (Lychnos-bibliotek. 5) Uppsala 1942.
- Henrik Sandblad, Världens nordligaste läkare :  medicinalväsendets första insteg i Nordskandinavien 1750–1810, (Lychnos-bibliotek. 32) Uppsala 1979.ISBN 91-85286-18-4
- Henrik Sandblad, Olympia och Valhall. Idéhistoriska aspekter av den moderna idrottsrörelsens framväxt, (Lychnos-bibliotek. 35) Stockholm 1985. ISBN 91-85286-29-X
- Henrik Sandblad, Bönder, borgare, präster och andra.  En kulturhistorisk skildring kring släkten Sandblad, Göteborg 1988. ISBN 91-85414-98-0
- Henrik Sandblad, "1700-talets lärda Skara", i: Bo Andersson (red.), Skara. 2. 1700–1970. Staden i länet, Skara 1975, s. 101–175.